# T3 (företag)

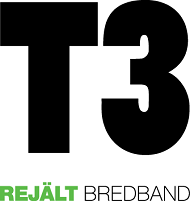
Telecom3 Sverige AB

T3, Telecom3 Sverige AB, är en svensk Internetleverantör med bas i Umeå som sedan slutet av år 2016 är en del av Alltele. Företaget utsågs till årets gasell-företag 2012–2014 och till Superföretag 2016 av Veckans Affärer.
Bolaget grundades år 2002 i Vindeln som ett dotterbolag till datadriftsleverantören The IT-Norr Group AB. IT-Norr hade då varit en aktiv datadriftsleverantör på den svenska marknaden sedan 1997 med 3 000 företagskunder. Redan efter några år hade T3 växt sig större än moderbolaget och 2008 fusionerades bolagen till ett företag som var bättre rustat att möta den växande konkurrensen på marknaden.
2014 var T3 Sveriges största privatägda Internetleverantör i öppna stadsnät med leverans av bredbandstjänster till 45 000 hushåll i 120 stadsnät. Samma år förvärvades Internetleverantören Perspektiv bredband med 10 000 kunder i Öresundsregionen.
Vid Allteles uppköp hade T3 mer än 60 000 fiberanslutna bredbandskunder och köpeskillingen var 163 miljoner kronor som betalades med kontanter och nyemitterade aktier i Alltele. T3:s vd Johan Hellström utsågs till vd i Alltele-koncernen och dess rörelsedrivande koncernbolag.